# 普安镇 (开江县)
普安镇，是中华人民共和国四川省达州市开江县下辖的一个乡镇级行政单位。2019年12月，撤销骑龙乡，将原骑龙乡、永兴镇石堰口村和回龙镇赵家坪村所属行政区域划归普安镇管辖。

## 行政区划
普安镇下辖以下地区：
普安社区、开江县普安工业发展园区社区、观音寨村、九石坎村、青堆子村、新河村、杨家坝村、天星坝村、罗家院村、仙耳岩村、新场村、玉皇观村、界牌沟村、东岳村、马溪沟村、谭家嘴村、宝塔坝村、筒车辅村、杨柳湾村、水口庙村、罗山槽村、胜利村和罗家坡村。
2019年12月调整后，普安镇辖原骑龙乡和富康社区、鑫源社区、罗家院村、仙耳岩村、青堆子村、筒车铺村、宝塔坝村、谭家嘴村、新场村、马溪沟村、东岳村、玉皇观村、界牌沟村、水口庙村、罗山槽村、胜利村、新河村、杨家坝村、天星坝村、罗家坡村、石堰口村、赵家坪村所属行政区域。